# 간증 (영화)
"간증"은 2011년에 개봉한 대한민국의 영화이다.

## 캐스팅
- 권혁풍: 박덕준 역
- 이주승: 윤경호 역
- 이대연: 임광한 역
- 이화시: 이 권사 역 (특별출연)